# Echiothrix
Echiothrix és un gènere de rosegadors de la subfamília dels murins, format per només dues espècies que són endèmiques de l'illa de Cèlebes, a Indonèsia.

## Distribució i hàbitat
Aquests rosegadors només viuen a l'illa de Cèlebes, també coneguda com a Sulawesi, on el seu hàbitat és una selva tropical.

## Descripció
Aquest gènere està format per espècies de rosegador de mida gran, amb longituds de cap i cos que varien entre els 20 i els 25 centímetres, amb una longitud de cua que varia entre 23,5 i 25,8 centímetres, i un pes entre 220 i 310 grams.
El cap i el musell són allargats, fet que els dona un aspecte similar al de les musaranyes. Tenen uns ulls relativament petits i unes orelles grans i rodones. Les potes posteriors són curtes i resistents, i tenen uns peus molt grans, prims i llargs, amb els dits exteriors curts i els tres centrals allargats. Les femelles tenen dos parells de mamelles inguinals.
El pelatge és grisós a la part superior i gris clar o blanc a les parts inferiors, i està format per pèls suaus i espinosos. La cua, més llarga que la resta de l'animal, gairebé no té pèls i està coberta per escames quadrades, disposades en 7 o 8 anells per centímetre.

## Ecologia
Es tracta d'espècies majoritàriament nocturnes i terrestres, que s'alimenten principalment de cucs de terra.

## Taxonomia
Aquest gènere va ser descrit per primer cop per John Edward Gray el 1867. Inicialment es tractava d'un gènere monotípic amb E. leucura com a única espècie. El 1896, Thomas li va donar el nom de Craurothrix al gènere, encara que dos anys més tard va rectificar, recuperant el nom original proposat per Gray. El 1921, Miller i Hollister van descriure dues noves espècies: E. brevicula i E. centrosa. Posteriors estudis demostraren que només E. centrosa era vàlida i el gènere estava format per només dues espècies.

## Estat de conservació
De les dues espècies reconegudes per la UICN, E. centrosa està catalogada com vulnerable a causa de la disminució de la població causada per la pèrdua d'hàbitat, mentre que E. leucura està catalogada en perill a causa la gran fragmentació de la seva àrea de distribució.